# Служебный корпус Мраморного дворца
Служебный корпус Мраморного дворца — историческое здание в центре Санкт-Петербурга, объект культурного наследия федерального значения. Расположено по адресу Миллионная улица, дом № 5. Здание имеет форму каре с четырьмя фасадами: К Миллионной улице обращён его южный фасад, который также выходит на Марсово поле. Восточный фасад выходит на Суворовскую площадь, северный — на Дворцовую набережную. Западный фасад выходит в сад Мраморного дворца. Мраморный дворец и его служебный корпус вместе с общим садом и двумя оградами образуют единый архитектурный ансамбль, занимающий ответственное место в ансамблях Дворцовой набережной и Марсова поля.

## История

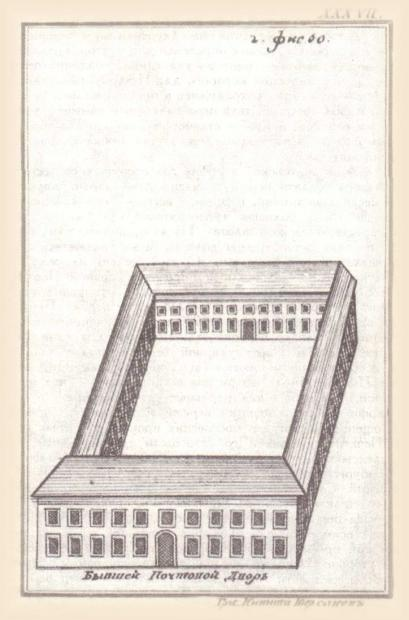
Почтовый двор. Рисунок середины XVIII века

По некоторым данным, в начале XVIII века на этом участке находился деревянный «питейный дом», в котором Пётр I праздновал первую годовщину Полтавской битвы. В 1714 году в сосновой роще на берегу Невы у «Перевозной пристани» на Большом лугу был построен первый петербургский Почтовый двор, по сторонам которого были вырыты два прямоугольных пруда. Уже в 1715—1716 годах рядом было построено второе двухэтажное каменное здание петербургского почтамта. Некоторое время два здания стояли рядом, причём вероятно, что в старом почтовом дворе был устроен постоялый двор. Сохранилось описание второго почтового двора, сделанное Ф.-В. Берхгольцем:

Надобно знать, что там (на Почтовом дворе) обыкновенно остаются все пассажиры до приискания квартир, потому что гостиниц, где бы можно было останавливаться, здесь нет, кроме этого дома, который тем неудобен, что все должны выбираться оттуда, если царь угощает в нём; а это очень часто случается зимою и в дурную погоду (как зимний, так и летний дворцы царя очень малы, потому что он не может жить в большом доме; следовательно, в них не довольно места для таких случаев, повторяющихся здесь почти еженедельно). Летом Почтовый дом очень приятен; из него чудесный вид; но зимою там, говорят, почти нельзя жить от холода….

Кроме почтовой конторы, в этом же здании помещалась первая архитектурная школа, которую возглавлял архитектор Ж.-Б. Леблон. В 1735 году второе здание почтового двора сгорело, однако третий по счёту почтамт был построен уже не на прежнем месте, а «подле канала, близ старого Зимнего дома Петра I, на той же улице» (на месте современного дома № 38 по Миллионной улице).
В 1780—1788 годах на пустовавшем участке рядом со строящимся Мраморным дворцом был построен также двухэтажный служебный корпус дворца, на первом этаже и во внутреннем дворе которого разместились каретник, конюшни, манеж, шорная мастерская, небольшая кузница и сенной склад, а на втором этаже — помещения для прислуги и апартаменты для приёма гостей, обедов и чаепитий. Здание было возведено по проекту архитектора П. Е. Егорова. При этом для постройки служебного корпуса был засыпан Красный канал. На том месте, где проходил канал, между Мраморным дворцом и построенным зданием был образован внутренний двор (позднее превращённый в сад) с оградой, созданной также по проекту П. Е. Егорова.
Немецкий этнограф и путешественник И. Г. Георги описывал в 1794 году здание следующим образом:

Принадлежащий к Мраморному дворцу большой, в два яруса каменный дом стоит в виде четвероугольника на берегу Невы в одну линию с дворцом… Сие строение… определено на конюшни, манеж, сараи и жилища для конюхов и прочих служителей. Столь великолепные конюшни как здешние бывают весьма редко.

В 1844—1849 годах архитектор А. П. Брюллов, который занимался реставрацией и перестройкой Мраморного дворца, перестроил также и служебный корпус. Был надстроен третий этаж, изменён внешний облик здания, на западном, выходящем во двор фасаде появился фриз работы скульптора П. К. Клодта.
После Октябрьской революции в здании разместилось Центральная диатека, где изготовлялись диапозитивы. В числе сотрудников диатеки были дочери художника А. Н. Бенуа Анна и Елена. Затем в здании было устроено общежитие Центральной комиссии по улучшению быта учёных. Здесь в 1924—1926 годах в квартире своего бывшего мужа, востоковеда В. К. Шилейко часто жила поэтесса Анна Ахматова. Двухкомнатная квартира без удобств находилась в угловых комнатах третьего этажа, и её окна выходили на Марсово поле и Суворовскую площадь. Сюда в гости к Ахматовой заходили К. И. Чуковский, П. Н. Лукницкий и другие писатели. В последний раз Ахматова посетила квартиру в здании служебного корпуса в декабре 1929 года.
С 1930 и до 1960 года в здании работал Ленинградский институт инженеров-механиков социалистического земледелия. В начале Великой Отечественной войны, с 30 июня по 19 июля 1941 года в здании формировалась 4-я дивизия народного ополчения, участвовавшая в обороне Ленинграда. Учебные занятия в служебном корпусе возобновились в 1945 году. В 1957 году часть помещений была передана Северо-Западному заочному политехническому институту, а в 1960 году он занял всё здание. В 2011 году институт был упразднён.
В 2021 году, вместе с комплексом Запасного дворца и Конюшенного двора при Ново-Михайловском дворце (Миллионная улица, дом № 6), здание было приобретено холдингом «Империя» для устройства в нём бизнес-центра сети «Сенатор».

## Архитектура

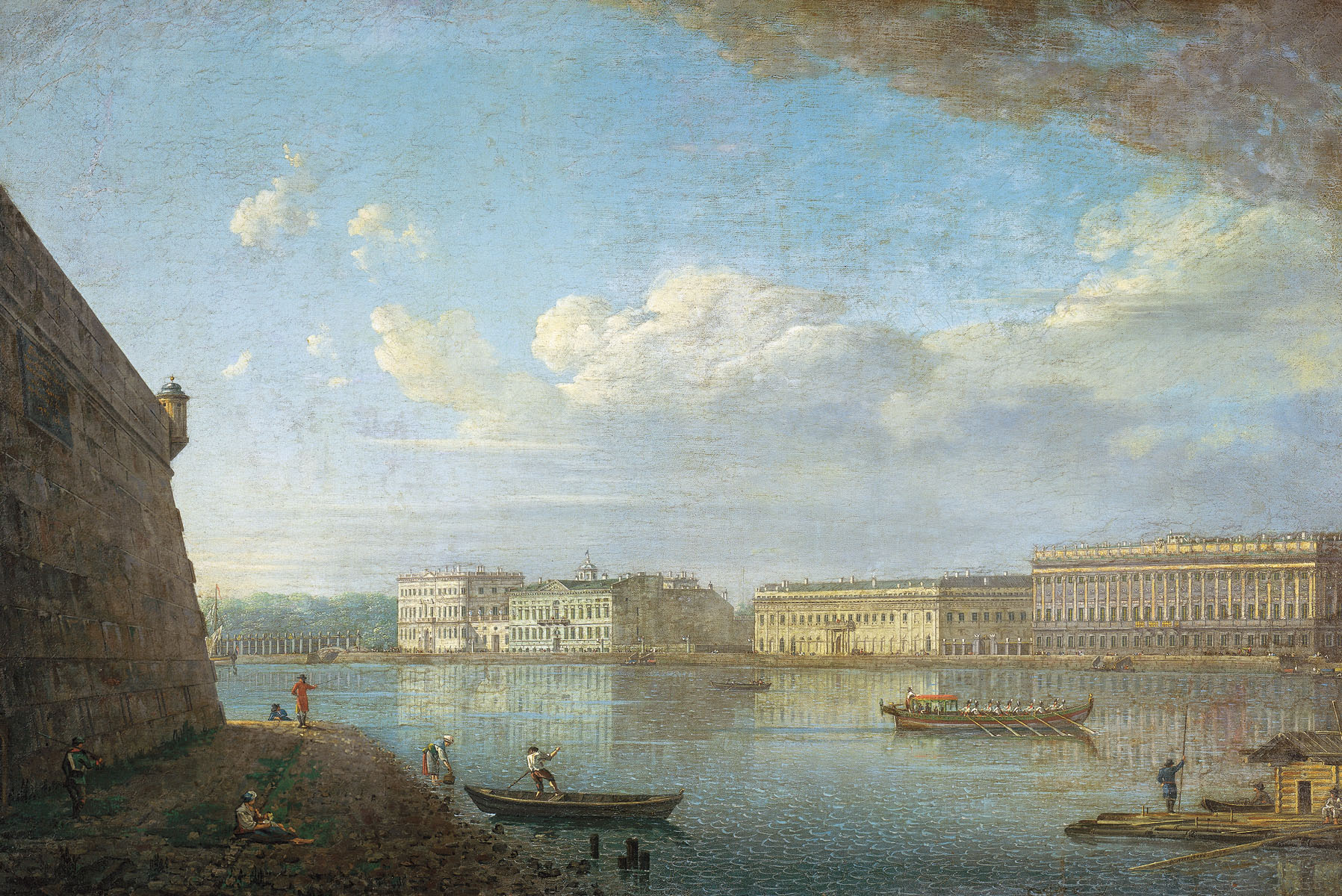
Ф. Я. Алексеев. «Вид Дворцовой набережной от Петропавловской крепости», 1794 г.

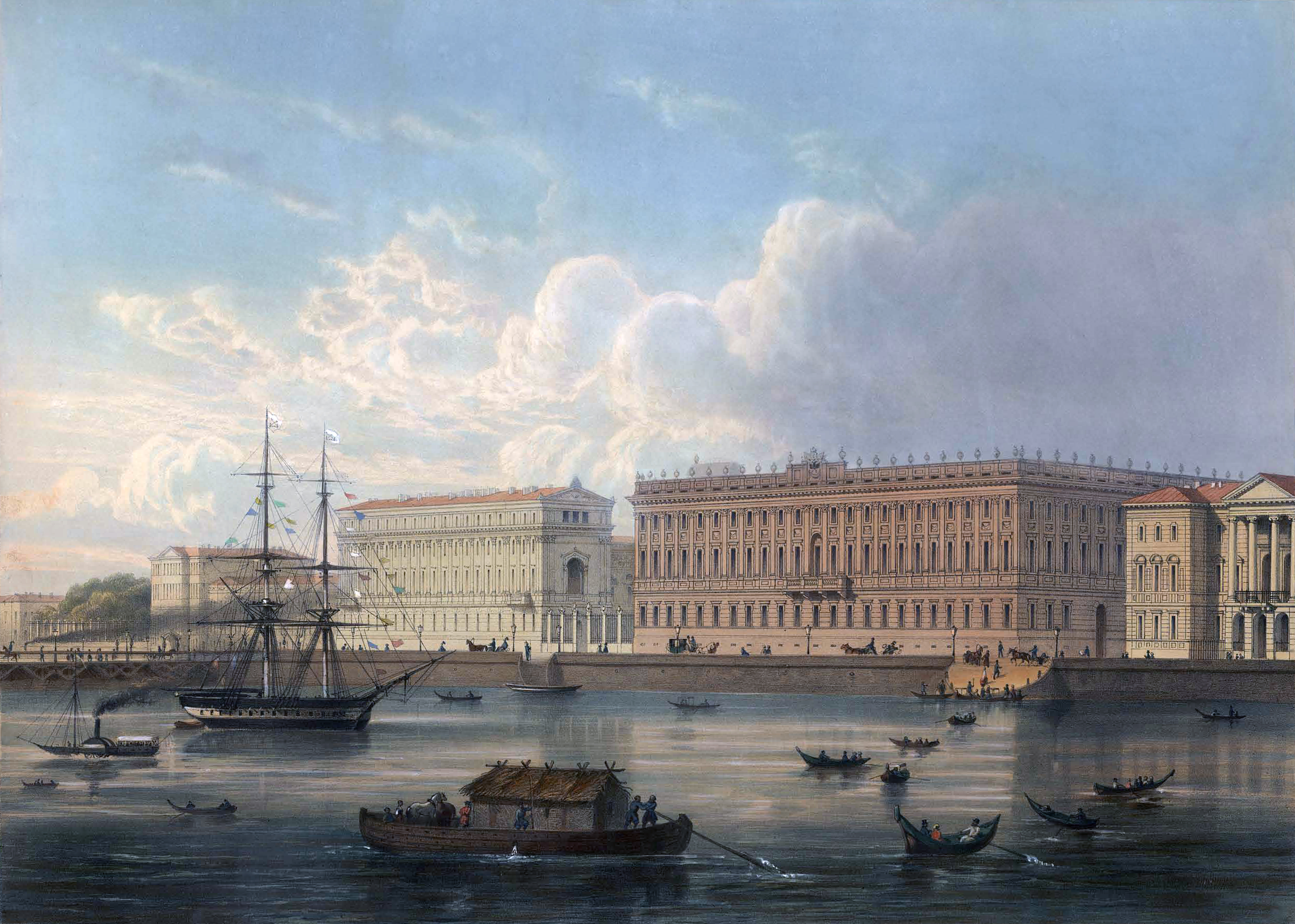
Мраморный дворец в Санкт-Петербурге. Литография по акварели И. И. Шарлеманя. 1860 г.

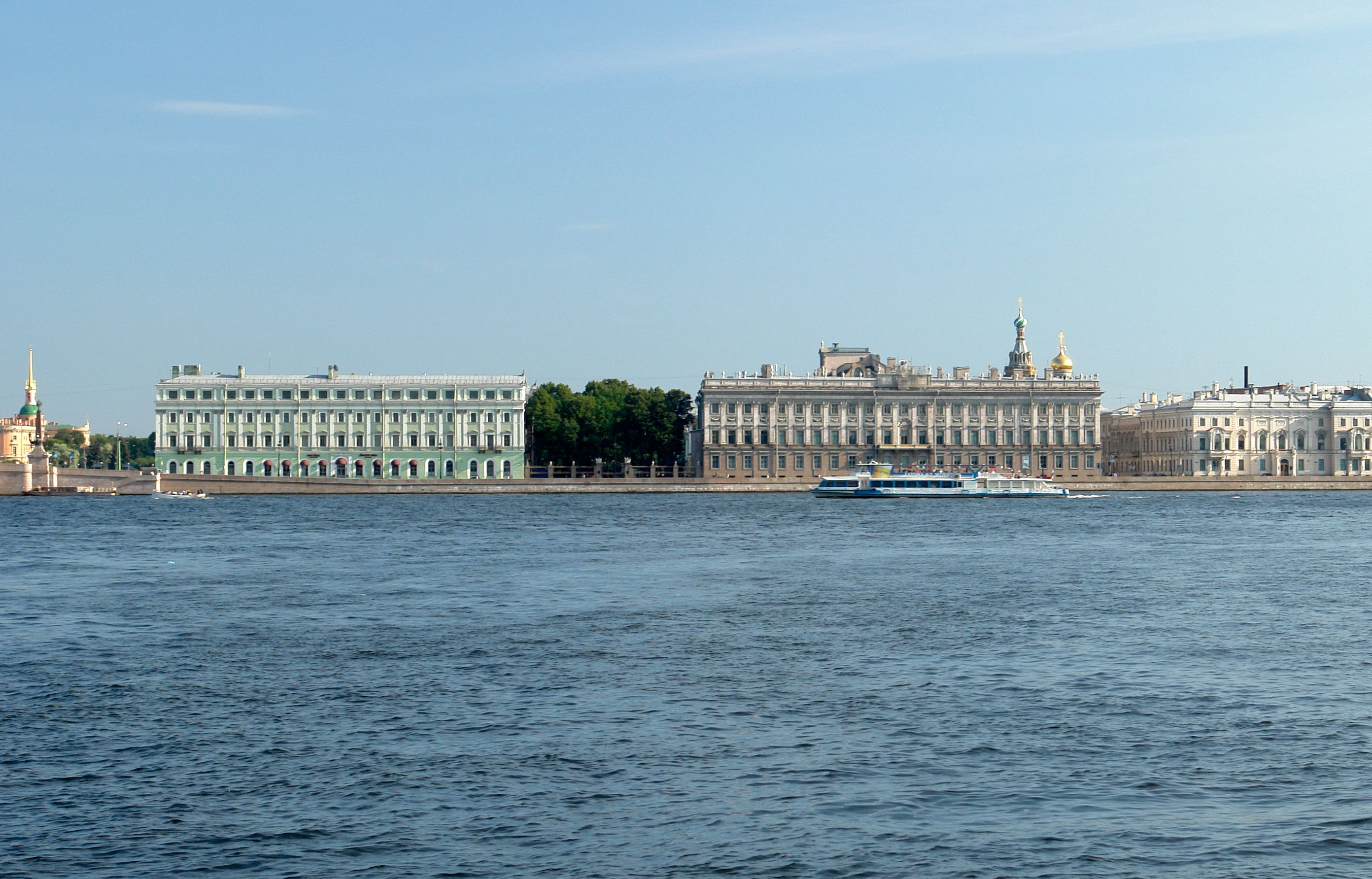
Современный вид ансамбля, 2007 г.

Служебный корпус Мраморного дворца строился в 1780—1788 годах, почти одновременно с дворцом (1768—1785). О первоначальном облике здания можно судить по картинам художников-современников, в частности, по картине Ф. Я. Алексеева «Вид Дворцовой набережной от Петропавловской крепости». Здание было двухэтажным, жёлтого цвета, построенным в стиле раннего классицизма. На фасаде можно увидеть пилястры, которые начинаются с первого этажа и идут до самой крыши. Фасад со стороны набережной снабжён пышным парадным порталом с гранитными колоннами. Внутренний, выходящий во двор западный фасад служебного корпуса имел форму буквы «П», как и дворовый фасад Мраморного дворца. Эти два фасада образовывали замкнутый «собственный двор», отделённый от Миллионной улицы и Дворцовой набережной одинаковым оградами с воротами. Рисунок решёток ограды напоминает рисунок решётки невской ограды Летнего сада, над созданием которой в эти же годы П. Е. Егоров работал вместе с архитектором Ю. М. Фельтеном.
В 1844—1849 гг. комплекс двух зданий, Мраморного дворца и служебного корпуса, был значительно изменен. Перепланировка и перестройка осуществлялась к бракосочетанию нового владельца дворца — великого князя Константина Николаевича — и была поручена архитектору А. П. Брюллову. Брюллов надстроил над служебным корпусом третий этаж, выровняв таким образом высоту обоих зданий, а также оставил пилястры только на втором этаже, чтобы архитектурный облик корпуса больше соответствовал облику Мраморного дворца и сложившемуся на тот период классицистическому ансамблю застройки Суворовской площади. На третьем, надстроенном этаже архитектор создал малые пилястры. Парадное крыльцо-портал со стороны набережной было ликвидировано, что можно видеть на акварели И. И. Шарлеманя 1860 года. Со стороны Суворовской площади здание украсили двумя скульптурами, установленными в неглубоких нишах на уровне второго этажа. Одна из статуй символизирует приветливость, а другая — мир. Существует предположение, что эти статуи были перенесены на своё нынешнее место из ограды Мраморного дворца, а их автором является скульптор М. И. Козловский.
Выходящий во двор западный фасад служебного корпуса, оставшийся двухэтажным, Брюллов решил украсить художественным фризом, обратившись за помощью в реализации своего замысла к известному скульптору П. К. Клодту. Первоначально предполагалось, что это будут барельефы с батальными сценами в духе фриза Парфенона, при этом непременно с изображением лошадей, поскольку в первом этаже здания располагался манеж. Однако Клодт в итоге избрал тему «Служение коня человеку» и изобразил на составляющих фриз четырех барельефах только один военный эпизод, в то время как остальные три посвящены охоте и мирным занятиям. Для боковых фронтонов Клодт выполнил две декоративные вставки с дельфинами, рострами и трубящими в раковины тритонами, подчеркнув этим связь облика здания с текущей рядом Невой. Помимо этого, Клодт предложил поместить в углублениях оконных фронтонов второго этажа головы коней. К 1848 году работа над фризом была закончена. Его длина составляет около 70 метров, высота — около 2 метров. На нём изображено 39 человеческих фигур и 33 лошади в натуральную величину.
В 1932—1933 годах служебный корпус Мраморного дворца был надстроен четвёртым этажом по проекту архитектора В. И. Белявского.